# Horton (Gloucestershire)
Pour les articles homonymes, voir Horton.
Horton est une paroisse civile et un village du Gloucestershire, en Angleterre.